# Lenín Moreno
Lenín  Boltaire Moreno Garcés (Nuevo Rocafuerte, 19 de marzo de 1953) es un político y administrador ecuatoriano que se desempeñó como presidente del Ecuador desde 2017 hasta 2021. Anteriormente fungió como vicepresidente desde 2007 hasta 2013, durante el gobierno de Rafael Correa.
Fue nominado como candidato de la Alianza PAIS de Correa, un partido político socialdemócrata en las elecciones presidenciales de 2017 y obtuvo una estrecha victoria en la segunda vuelta de las elecciones de Ecuador el 2 de abril de 2017.  Sin embargo, después de su elección, Moreno cambió drásticamente su postura política, distanciándose del legado izquierdista de Correa dando un giro hacia el centro y hacia políticas económicas consideradas neoliberales, tanto en política interior como exterior. Al final de la presidencia de Moreno, había dejado el cargo con un índice de aprobación asombrosamente bajo del 9%, el más bajo en la historia moderna de Ecuador.
Moreno recibió un disparo en un intento de robo en 1998 y desde entonces ha utilizado una silla de ruedas. Por su defensa de las personas con discapacidad, fue nominado para el Premio Nobel de la Paz de 2012. Mientras estuvo en el cargo de 2017 a 2021, Moreno fue el único jefe de Estado en servicio del mundo que usó una silla de ruedas.

## Biografía
Nació el 19 de marzo de 1953 en la ciudad amazónica de Nuevo Rocafuerte, provincia de Napo Pastaza hasta 1959, luego parte de la provincia de Napo hasta 1998, ahora parte de la provincia de Orellana, cerca de la frontera con Perú. En el seno de una familia que recorrió el país, pues sus padres eran directores de escuelas públicas. Su padre, Servio Tulio Moreno, fue senador y diputado por la provincia de Napo, en 1994, por el partido centrista Concentración de Fuerzas Populares, de tendencia populista. Su abuela materna era de nacionalidad peruana.
El 3 de enero de 1998, tras un asalto en los exteriores de una panadería, ubicada en la avenida América, frente a Teleamazonas, al norte de la ciudad de Quito, fue víctima del disparo de uno de los delincuentes, que querían robar su vehículo, perdiendo la movilidad de ambas piernas.

### Matrimonio y descendencia
Lenín Moreno conoció a Rocío González en una fiesta de carnaval de 1971 y, tras un año de noviazgo, contrajeron matrimonio el 4 de octubre de 1972.[cita requerida]
Del matrimonio entre Rocío y Lenín Moreno nacieron tres hijas:
- Irina Moreno González
- Cristina Moreno González
- Carina Moreno González

### Carrera profesional
Licenciado en Administración Pública por la Universidad Central del Ecuador, fue profesor de secundaria y luego se dedicó a la promoción del turismo en Ecuador con su propia empresa, para luego participar activamente en la creación de la Cámara de Turismo de Ecuador, siendo presidente de la Cámara de Turismo de Pichincha y posteriormente director ejecutivo de la Federación Nacional de Cámaras de Turismo del Ecuador.  En 1996 ejerció su primer cargo público como director administrativo del Ministerio de Gobierno durante la presidencia de Abdalá Bucaram, siendo nombrado por el ministro Frank Vargas Pazzos hasta su renuncia el 6 de febrero de 1997. Entre 2001 y 2004, Moreno fue director Nacional de Discapacidades, entidad adscrita al Ministerio de Salud Pública, durante los gobiernos de Gustavo Noboa y Lucio Gutiérrez. Moreno también creó la Fundación Eventa, de la cual fue su director, enfocada a la formación de inteligencia emocional y promoción del humor.

### Carrera política
Moreno inició su vida política cuando era estudiante en la Universidad Central del Ecuador, al ser parte del Movimiento de Izquierda Revolucionaria (MIR), formando parte de las protestas contra el triunvirato militar por el alza del 40 % de los pasajes de los buses urbanos y demandando el retorno a la democracia en un episodio conocido como la Guerra de los Cuatro Reales. Moreno posteriormente apoyó las primeras candidaturas de Rodrigo Borja, fue parte del partido populista de izquierda APRE junto a Gustavo Larrea en los 90, lo que le permitió acceder al gobierno de Abdalá Bucaram como funcionario luego de establecerse la alianza con Frank Vargas Pazzos, ministro de Gobierno de Bucaram. En el 2002, Moreno apoyó la candidatura de Jacinto Velásquez y colaboró en su campaña. En el 2006, su nombre fue propuesto a la Vicepresidencia de la República por antiguos miembros del MIR al movimiento Alianza PAIS, siendo aceptado por su candidato presidencial, Rafael Correa.
En las elecciones presidenciales del 2006 fue elegido Rafael Correa como Presidente de la República y Moreno como vicepresidente, asumiendo en el 2007, cargo al que fue reelegido para el período 2009-2013 en las elecciones del 2009. Su nombre fue propuesto por organizaciones sociales y por parte del gobierno del Ecuador al Premio Nobel de la Paz en el 2012 y fue elegido presidente del Comité para la Eliminación de Todas las Formas de Discriminación contra las Discapacidades (CEDDIS) de la Organización de Estados Americanos (OEA).
Una vez que Lenin Moreno decidió no postularse a una nueva reelección como vicepresidente de Rafael Correa, el secretario general de la Organización de Naciones Unidas lo designó en diciembre de 2013 como su enviado especial sobre Discapacidad y Accesibilidad, mandato que se ha renovado ya en dos ocasiones y cuya sede está en Ginebra Suiza.
En el año 2017 ganó las elecciones presidenciales del 2017, elegido candidato por Alianza PAIS para suceder a Correa, convirtiéndose en el 46° Presidente Constitucional del Ecuador, iniciando su periodo el 24 de mayo de 2017.
El 2 de marzo de 2021 Lenin Moreno presentó su renuncia a Alianza PAIS, cuando la Comisión de Ética de dicho movimiento abrió un expediente en su contra por incumplir el plan de gobierno con el que se presentó a las elecciones. Dos días más tarde, la Dirección Nacional de esa tienda política determinó no aceptar su renuncia, sino acogerse a la resolución de la Comisión de Ética que determinó su expulsión del movimiento.

## Vicepresidencia de Ecuador

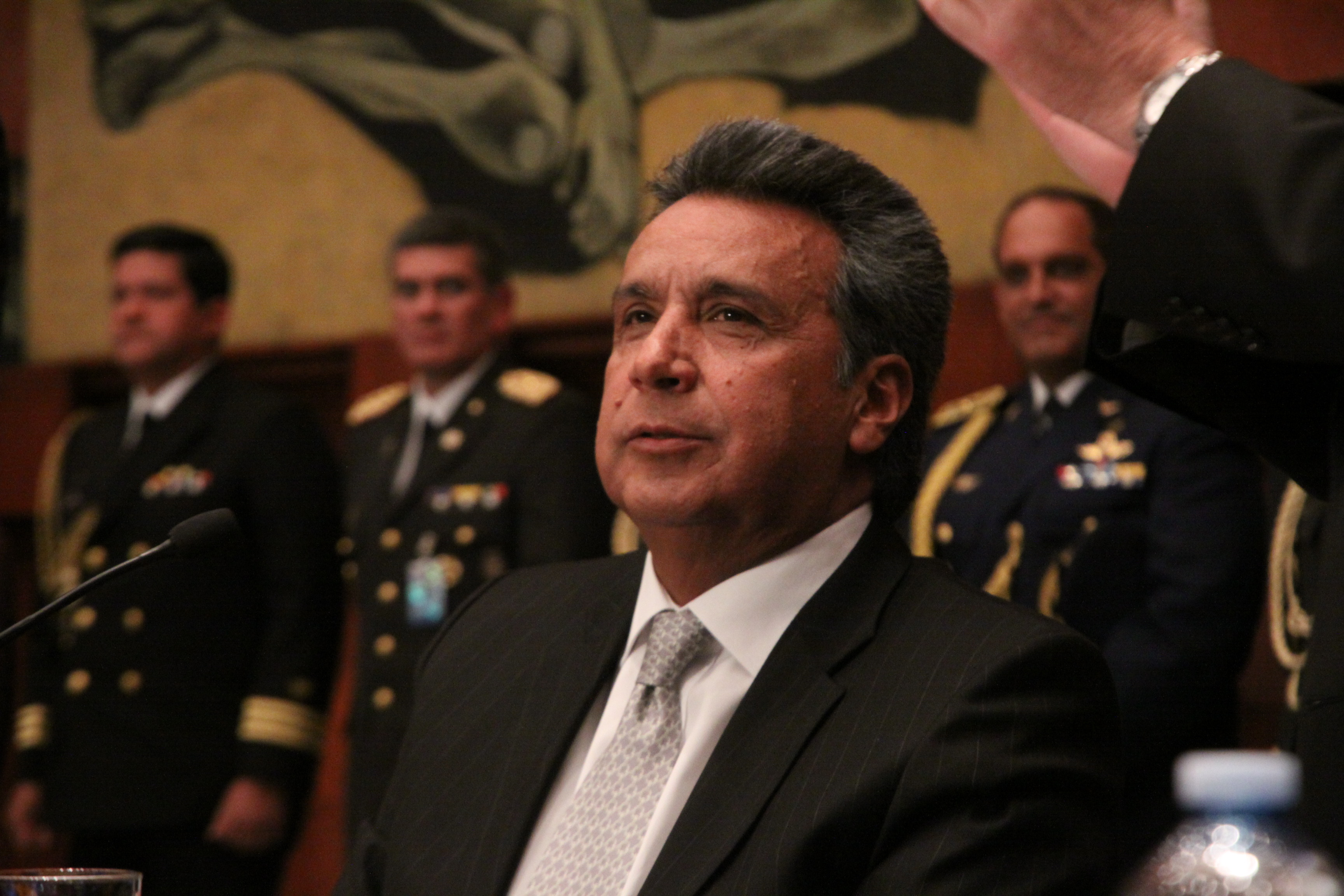
Lenín Moreno como Vicepresidente en el 2012.

Moreno fue elegido en dos ocasiones consecutivas vicepresidente del Ecuador; en ambas oportunidades como binomio de Rafael Correa, en las elecciones presidenciales de Ecuador de 2006 y las elecciones presidenciales de Ecuador de 2009. Ocupó el cargo desde el 15 de enero de 2007 hasta 24 de mayo de 2013. El presidente Correa le dio la competencia sobre la inclusión social y económica de las personas con discapacidad y del tratamiento de enfermedades inusuales y catastróficas.

### Primer período (2007 - 2009)
Como encargado de la vicepresidencia en julio de 2009, ejecutó el proyecto denominado Misión Solidaria Manuela Espejo, inicialmente como un estudio científico para investigación social y clínica en el país, así como para estudiar y registrar georeferencialmente a todas las personas con discapacidad; esto permitió conocer con exactitud quiénes son, cuántos son, dónde están, cómo están y lo que necesitan todas y cada una de las personas con discapacidad que habitan el territorio ecuatoriano; como resultado de la primera fase la Misión Solidaria se crea el programa Joaquín Gallegos Lara que consiste en la asignación de un bono económico de ayuda social, que se entrega a la persona encargada de cuidar a una persona con discapacidad severa física o intelectual en un entorno de pobreza extrema. Posteriormente, la misión se encargó de formar una fase de atención integral para llegar con ayudas técnicas (colchones y cojines antiescaras, sillas de ruedas especiales para evacuar, bastones de diversos tipos, pañales, protectores de colchones, videles entre otros), atención médica, vivienda y bono económico de ayuda social de US$ 240 dólares en caso de requerirlo, además de rehabilitación, nutrición, derechos y autoestima. Desde la implementación de estos programas, se han localizado a 294.611 personas con discapacidad que recibieron atención integral inmediata y 14.479 personas con discapacidad severa reciben el bono Joaquín Gallegos Lara.
Ecuador se convirtió en uno de los países más avanzados de Sudamérica en materia de discapacidad, gracias sobre todo a una inversión masiva del Estado: el gasto en discapacidad en el presupuesto nacional pasó de 2 a 150 millones de dólares durante sus dos mandatos. Entre las principales medidas aplicadas figuran campañas de detección precoz de las principales causas de discapacidad para permitir una mejor atención, y la introducción de una cuota mínima del 4% de trabajadores discapacitados para los principales empleadores del país. Casi 200.000 discapacitados físicos han recibido tratamiento y más de 400.000 han recibido equipamiento específico (sillas de ruedas, colchones adaptados, etc.).

### Segundo período (2009 - 2013)
En 2010 promovió la cumbre de vicepresidentes del continente «América sin Barreras – Por la Democracia y la Solidaridad», que culminó con la suscripción de la Declaración de Quito que garantiza el fortalecimiento de las políticas y programas nacionales y regionales para la atención, rehabilitación y prevención de las discapacidades. Recibió, por parte del Parlamento Andino en Bogotá, en el marco de la III Cumbre Social Andina, la condecoración en el Grado de Gran Cruz, como un reconocimiento al impulso dado a las políticas públicas en beneficio de los grupos de atención prioritaria, a través del programa Manuela Espejo en Ecuador. De manera inmediata Lenín Moreno inició su recorrido por América Latina. Colombia, Perú, Chile, Uruguay, El Salvador, Guatemala, Paraguay recibieron de manos del Vicepresidente ecuatoriano la respectiva explicación y capacitación para iniciar la réplica del modelo ecuatoriano.
En septiembre de 2012, luego de más de un año de talleres inter y multidisciplinarios coordinados por la vicepresidencia a lo largo y ancho del país, con la participación de representantes de varios estamentos poblacionales, académicos y técnicos, se aprobó la Ley Orgánica de Discapacidades que atiende no sólo a las personas con discapacidad y sus familias, sino que abarca todos los temas económicos, jurídicos, educacionales, laborales, culturales, deportivos, de salud, entre otros. En mayo de 2013, la Corte Constitucional de Ecuador resolvió «instituir el reconocimiento Lenín Moreno Garcés, por la destacada gestión de Moreno en la vicepresidencia».[cita requerida] Desde 2013 se instauró en Ecuador el Tamizaje Neonatal para la prevención de algunas discapacidades.

## Delegado de las Naciones Unidas

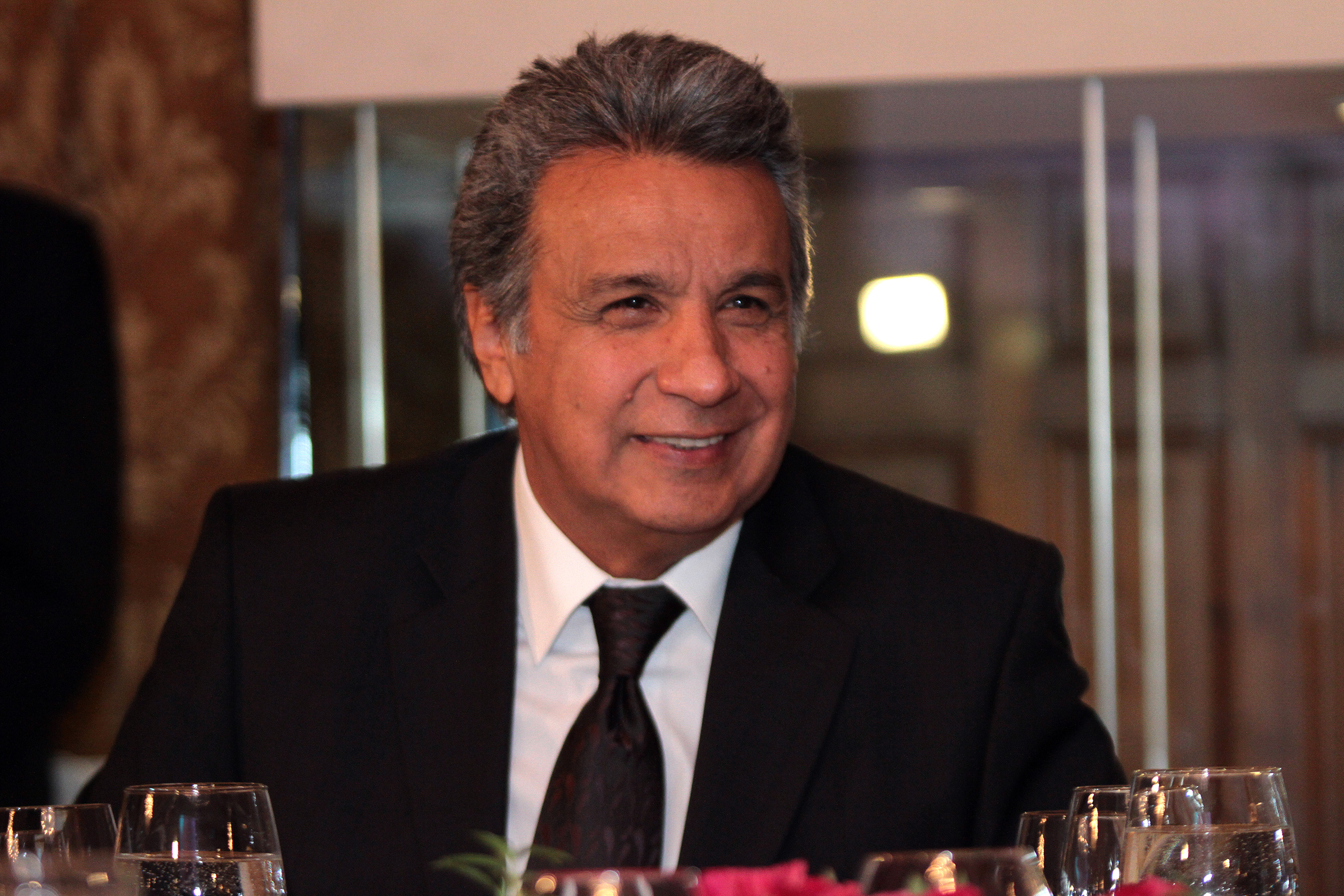
Lenín Moreno en el Palacio de Carondelet, 16 de marzo de 2015.

En diciembre de 2013, Lenin Moreno Garcés es nombrado por Ban Ki-moon como enviado especial del secretario general de las Naciones Unidas sobre Discapacidad y Accesibilidad. Por lo cual se traslada a Ginebra, Suiza en el mes de abril de 2013 e instala su oficina, bajo los siguientes mandatos:
1. Asesorar al secretario general y a otros oficiales relevantes del sistema de Naciones Unidas; apoyar sus esfuerzos hacia una sociedad y un desarrollo social inclusivos.
2. Llevar a cabo abogacía de alto nivel, promover la cooperación internacional y conseguir nuevos compromisos de los Estados miembros, del sistema de Naciones Unidas, de la sociedad civil, del sector privado y de la academia en apoyo al adelanto de los derechos de las personas con discapacidad.
3. Contribuir a la promoción de la accesibilidad como una prioridad en el marco de la agenda de desarrollo, diseñando y construyendo a partir de las buenas prácticas, con miras a apoyar los esfuerzos del sistema de Naciones Unidas.
4. Identificar aliados estratégicos y oportunidades de movilización de recursos para promover un desarrollo y una sociedad inclusivos y accesibles.
5. Contribuir al trabajo en curso y a los esfuerzos que se llevan a cabo en el sistema de Naciones Unidas, en el ámbito de la discapacidad.  Como sea apropiado, proveer apoyo sustantivo a los amplios esfuerzos en curso, del sistema de Naciones Unidas, sobre accesibilidad para habilitar los entornos para unas Naciones Unidas inclusivas.

Durante su labor como enviado especial, Lenin Moreno emprendió una motivación razonada y sistemática a los gobiernos del mundo para favorecer una ciencia y técnica solidarias que atiendan con prioridad a las personas que más necesitan de los adelantos para una vida con calidad. Se comunica con empresas de distinta naturaleza alrededor del mundo invitándoles a hacer sus productos accesibles desde la etapa del diseño inicial, en lugar de adaptarlos a posteriori. Igualmente, ha participado en la elaboración de cursos en línea para administradores públicos de todo el mundo sobre la aplicación de la Convención de los Derechos de las Personas con Discapacidad así como en la elaboración y promoción de una lista mundial de la OMS de Ayudas Técnicas Esenciales que se convertirán en una lista suficiente y necesaria a ser entregada por los gobiernos a las personas con discapacidad de sus países.
A pedido de la Unesco participó en el proyecto «Learning for All: Guidelines on the inclusion of learners with disabilities in Open and Distance Learning» («Educación para todos: guías para la inclusión de los estudiantes con discapacidad en la Enseñanza Abierta y a Distancia») y encabezó la redacción de la Declaración de Nueva Delhi sobre tics Inclusivas para personas con discapacidad–Haciendo del empoderamiento una realidad que fue adoptada por la Conferencia General de la Unesco en 2015.
Con ocasión de los dos terremotos casi simultáneos que se presentaron en Japón y Ecuador en abril de 2016, logró que las instancias internacionales de la ONU encargadas de desastres y manejo de riesgos, incluyan literal y específicamente, la atención a las personas con discapacidad desde el primer momento de la emergencia, hasta las etapas de recuperación y reconstrucción de sus hogares. Su gestión puntual para Ecuador alcanzó a conseguir fondos para la construcción urgente de 350 casas sismorresistentes, para las personas con discapacidad severa y sus familias afectadas por el terremoto en Ecuador.
En el 2016 la cancillería del Ecuador reveló que Moreno recibía remuneración por parte del Gobierno ecuatoriano por cumplir su cargo como enviado especial de la ONU, lo cual produjo críticas por parte de la oposición al Gobierno. El presidente Correa respondió aseverando que las críticas formaban parte de una campaña sucia contra Moreno. La Contraloría General del Estado inició una investigación para determinar la legalidad del uso de los recursos públicos utilizados para costear los gastos de la misión. El informe constató que el Estado había desembolsado aproximadamente 1,6 millones de dólares durante los 3 años que duró la misión de Moreno y que el dinero constituía un aporte voluntario no reembolsable del Estado.

## Presidencia del Ecuador

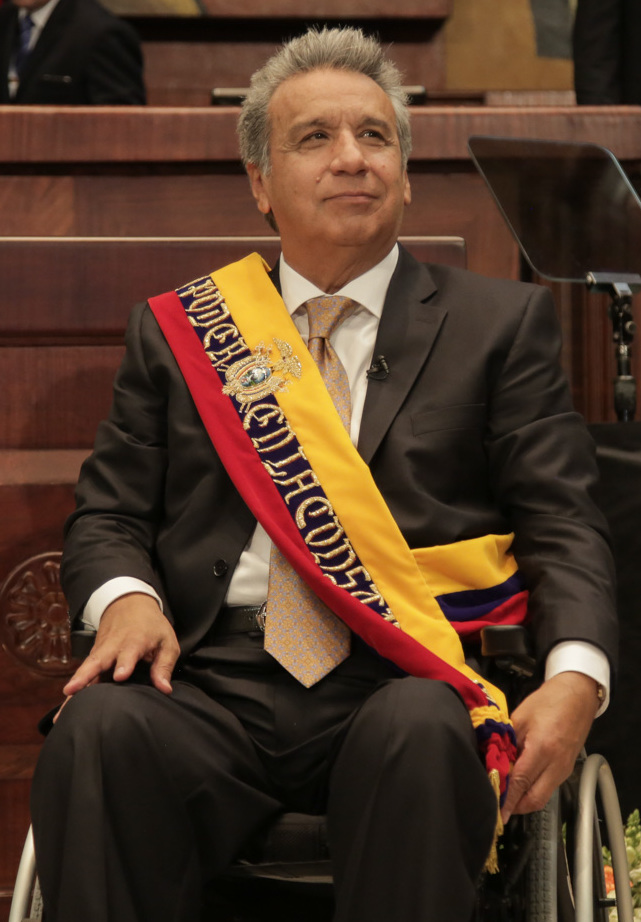
Lenín Moreno durante su toma de posesión, el 24 de mayo de 2017.

Moreno se presentó como candidato presidencial en las elecciones generales de 2017 por el movimiento oficialista Alianza PAIS ganando la contienda en balotaje con el 51,16 % de los votos, contra el 48,84 % de Guillermo Lasso, candidato de la alianza entre el Movimiento CREO y el Movimiento SUMA. Durante la etapa de transición participó en encuentros de trabajo con sectores empresariales y sociales, entre los que destacó la Confederación de Nacionalidades Indígenas del Ecuador, con la que aseguró buscar un acercamiento. Su período constitucional comenzó el 24 de mayo de 2017, iniciándose con un estilo distinto a su predecesor Rafael Correa, anunciando la supresión de la rendición de cuentas (Enlace Ciudadano), bajo un gobierno con una mejor relación con la prensa y con el sector privado, reestructurando la función ejecutiva, anunciando políticas de austeridad, eliminando todos los ministerios coordinadores, y varias secretarías.
Al inicio de su gobierno, Moreno se enfocó en la lucha contra la corrupción creando el "Frente de Transparencia y Lucha contra la Corrupción", integrado por personajes de la sociedad civil, privada y pública, para coordinar las acciones, prevenir y combatir los casos de corrupción en la función pública, buscando la fiscalización, junto a la función judicial y legislativa del período anterior. En 2019, Julian Assange fue expulsado de la embajada ecuatoriana en Londres y detenido por la policía británica; hecho que fue interpretado como signo de sumisión del Presidente a los intereses estadounidenses, y venganza personal del mandatario por las revelaciones que hizo Assange sobre los casos de corrupción en los que él y algunos de sus familiares estaban presuntamente involucrados. Moreno se ha enfocado en implementar una política de diálogo social con todos los sectores del país, inclusive dialogando con alcaldes opositores como Jaime Nebot y Mauricio Rodas. Su estilo conciliador provocó choques con el expresidente Correa, quien lo acusó que su gobierno no sigue la línea política de su movimiento, además, Moreno y el vicepresidente Jorge Glas tomaron distancia, retirándole todas las funciones a este en agosto del 2017, a causa de múltiples acusaciones de corrupción e investigaciones por parte de la Contraloría y la Fiscalía.
Moreno fungió prioridad al inicio de su gobierno a la "lucha contra la corrupción" y el establecimiento de políticas de austeridad económica y diálogo con todos los sectores de la sociedad del país, reclamando y denunciando la administración de Rafael Correa por autoritaria y por haber llevado un mal manejo administrativo, permitiendo múltiples casos de corrupción, tomando distancia de este alejándose de la Revolución Ciudadana. Aunque se ha distanciado de su predecesor Correa, ha manifestado que hay que abandonar «la cuadratura del socialismo del siglo pasado», apostando por lo que considera un socialismo nuevo, moderno e inclusivo, aunque su discurso no sea coherente con su administración.

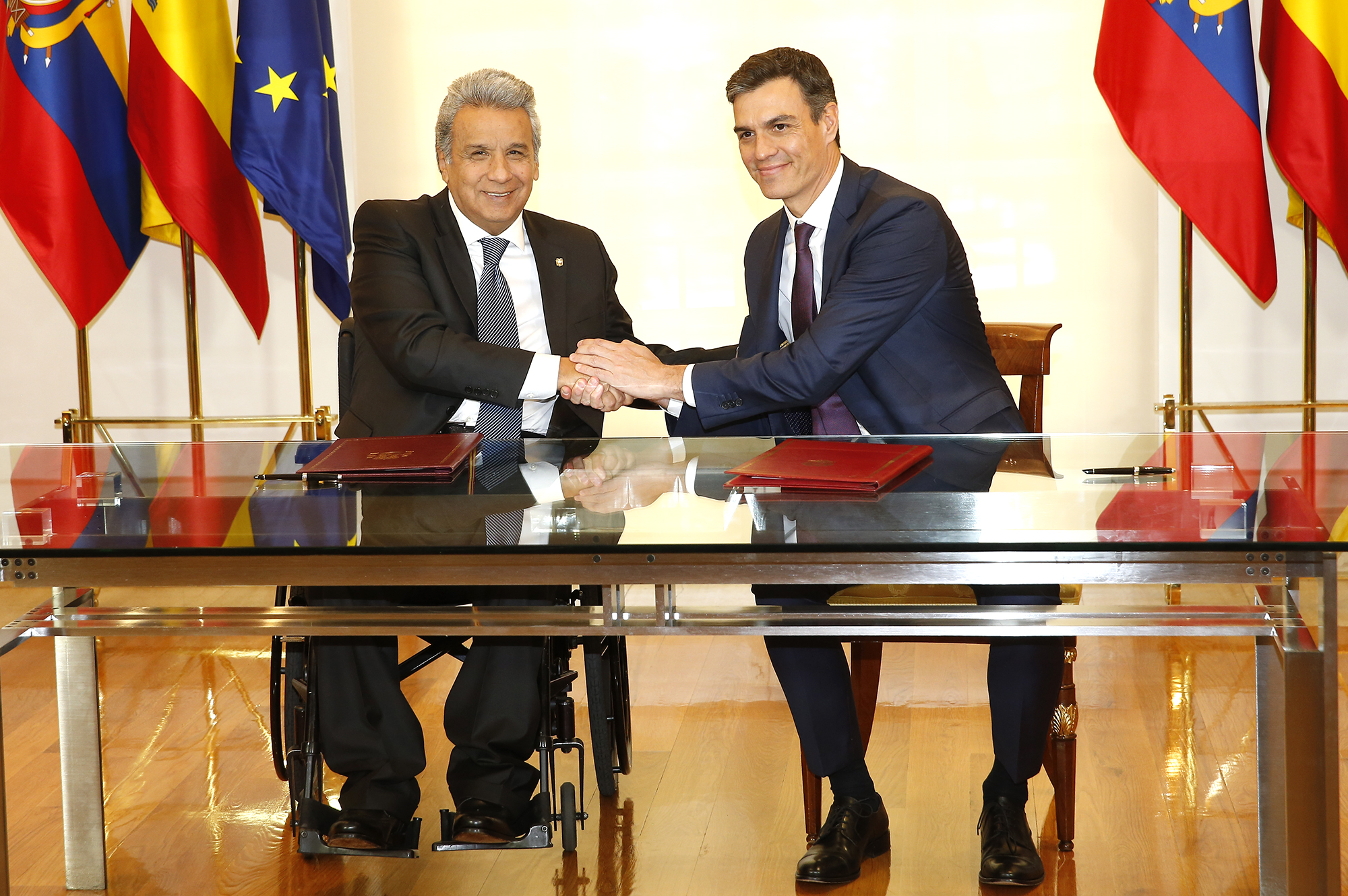
Lenín Moreno siendo recibido por el presidente del Gobierno español, Pedro Sánchez, en el Palacio de la Moncloa en 2018.

Impulsó entre el 2017 y 2018 un referéndum y consulta popular para eliminar la reelección indefinida, establecer la muerte civil de los funcionarios públicos culpables de corrupción, instaurar un consejo de participación ciudadana y control social transitorio y cambiar su elección a votación popular, eliminar la prescripción de delitos sexuales contra niños y adolescentes, prohibir la minería metálica en zonas protegidas, eliminar la ley de plusvalía y reducir considerablemente la zona de extracción petrolera del Yasuní ITT. Tras la votación general, la ciudadanía se pronunció de forma afirmativa, dándole un triunfo a la opción «Sí» con más del 60 % en las siete preguntas. Consulta que estuvo inmersa en polémicas debido a que organismo como CIDH, OEA, dieron severas observaciones sobre la validez de la pregunta 3. La CIDH ordenó medidas cautelares a la Corte IDH contra la pregunta 3, argumetando que antentaba contra los derechos expresados en la Constitución del Ecuador, por su parte la OEA dictaminó que la Corte Constitucional debía pronunciarse de manera expresa sobre la constitucionalidad de las preguntas y cuestionó la validez de la consulta.

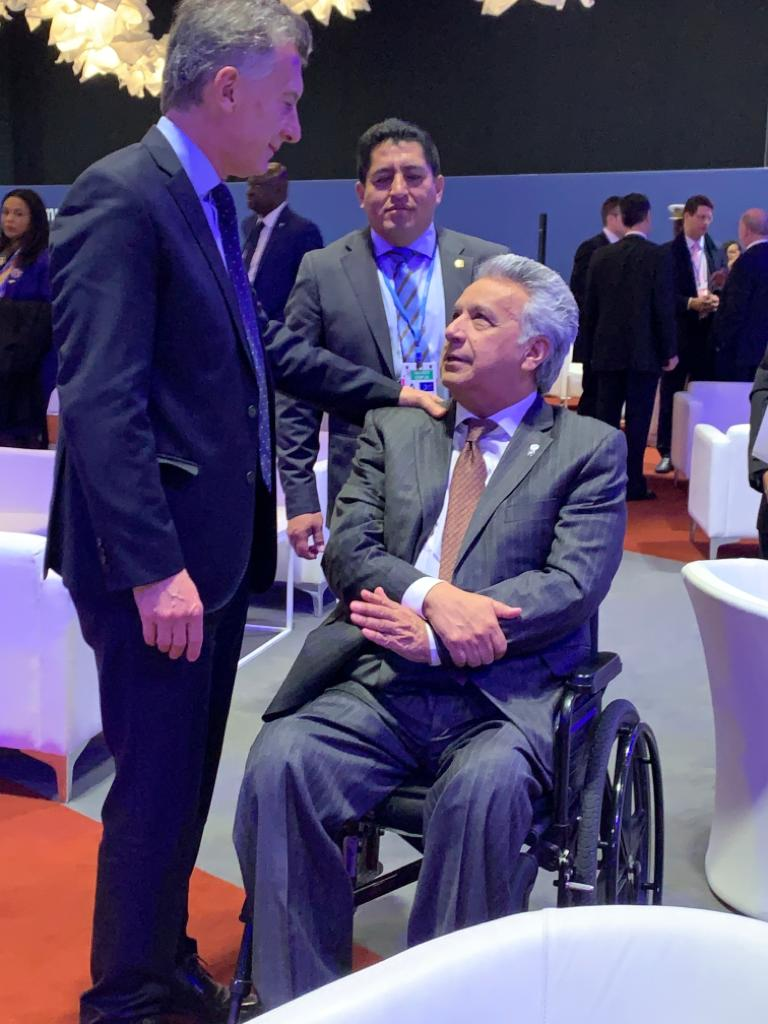
Lenín Moreno junto a Mauricio Macri durante la Conferencia de las Naciones Unidas sobre el Cambio Climático de 2019.

El 5 de febrero de 2019, el presidente Moreno emitió el Decreto Ejecutivo 660 que tenía como objetivo optimizar los esfuerzos para potenciar la gestión gubernamental. Estableció un Gabinete Estratégico como «un espacio para la dirección estratégica del gobierno”; los Gabinetes Sectoriales como “instancias de convocatoria, destinados a la revisión, articulación, coordinación, armonización y aprobación de la política intersectorial dentro de su ámbito y su sujeción al Plan Nacional de Desarrollo”. Existían 4 Gabinetes Sectoriales: Sectorial de Seguridad, Sectorial de Recursos Naturales, Hábitat e Infraestructura, Sectorial de lo Social, Sectorial Económico y Productivo. Además, se crearon el Gabinete de Gobernabilidad y Gestión Política «como un espacio de coordinación política para la gobernabilidad y el relacionamiento político nacional y en territorio», y el Gabinete de Proyectos de Alto Impacto «como un espacio para la priorización, articulación y seguimiento de acciones para la consecución de proyectos estratégicos del Gobierno Nacional; así como el seguimiento a los resultados de las Empresas Públicas». Esta nueva estructura tenía al Presidente y al Vicepresidente de la República a la cabeza. La Constitución de la República del Ecuador entrega al Presidente la potestad de delegar responsabilidades con la finalidad de fortalecer la revisión, articulación, coordinación de la política intersectorial dentro de la función ejecutiva para atender las necesidades de los ciudadanos.
Lenin Moreno deja su cargo presidencial en mayo de 2021 con una tasa de aprobación inferior al 10%. Deja a un país sumido en una grave crisis económica y social.

### Medidas económicas
El gobierno de Lenin Moreno adoptó una política económica neoliberal: reducción del gasto público, liberalización del comercio, flexibilidad del código laboral, etc. La Ley de Desarrollo Productivo consagraba una política de austeridad y reducción de las políticas de desarrollo y redistribución del mandato anterior. En el ámbito de los impuestos, las autoridades querían «fomentar el retorno de los inversores» concediendo amnistías a los defraudadores y proponiendo medidas para reducir los tipos impositivos de las grandes empresas. Además, el gobierno renunció a los impuestos sobre el aumento de los precios de las materias primas y las repatriaciones de divisas.
Por lo que se refería al gasto público, el Estado ya no podía aumentar el gasto público en más de un 3% anual y limitaba los déficits presupuestarios al reembolso de los intereses de la deuda. De este modo, las inversiones se redujeron considerablemente, mientras que las privatizaciones se veían facilitadas por subvenciones garantizadas a lo largo de varios años. El gobierno adoptó el sistema internacional de arbitraje  para todas las inversiones extranjeras, lo que constituía una violación de la Constitución. Se suprimió el primer artículo de la Ley Orgánica de Protección de los Derechos Laborales: permitiendo a las autoridades perseguir a los propietarios de empresas que hayan perjudicado los intereses de sus empleados ocultando recursos o vaciando los talleres de sus máquinas.
En agosto de 2018, el gobierno de Lenín Moreno redujo el gasto público y aumento costo de gasolina. El 31 de agosto de 2018 el titular del Ministerio de Economía y Finanzas de Ecuador anunció la proforma presupuestaria para 2019 donde se vio reducido el mismo en USD 5.482 millones menos que el de dos años atrás. Lenin Moreno anunció en febrero de 2019 que había obtenido un préstamo de más de 10 000 millones de dólares del Fondo Monetario Internacional  (FMI) y del Banco Mundial, con el que el gobierno anterior había roto, «a tasas inferiores al 5% en promedio y a plazos de hasta 30 años».

### Medidas de octubre de 2019

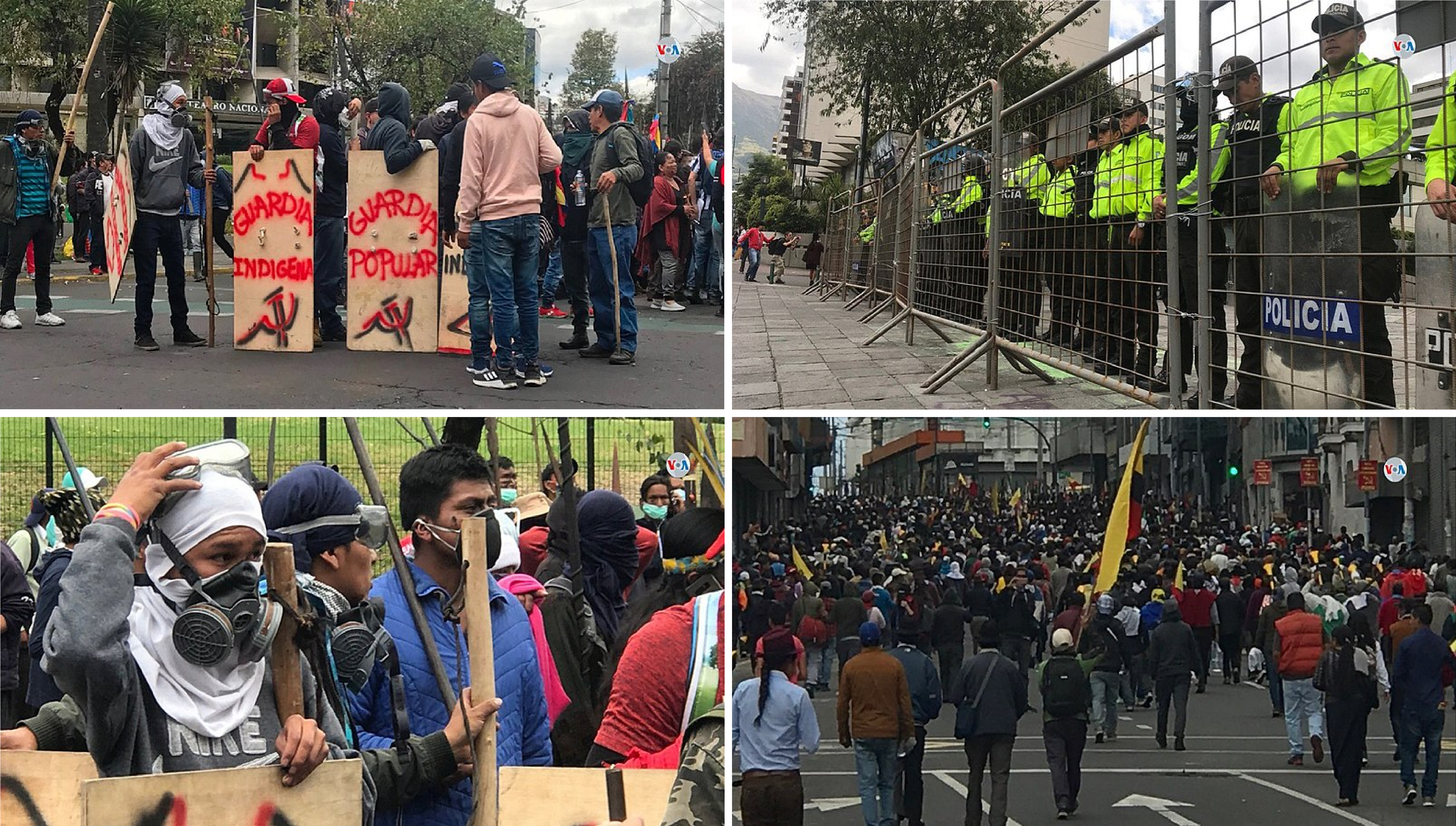
Manifestaciones del 2019, en contra de las medidas económicas del gobierno de Moreno.

El 2 de octubre de 2019, el presidente Lenín Moreno anunció varias medidas económicas basadas en el libre mercado, entre las que destacaban la liberación del precio de la gasolina y el diésel, la incorporación de 300 000 familias al millón trescientos mil que ya reciben distintos bonos de parte del Estado, así como el pago de contribuciones de ciertas empresas para que el gobierno invierta en educación seguridad y salud. También anunció la eliminación del anticipo del Impuesto a la Renta (IR). Entre las medidas fiscales dijo que ha decidido bajar el Impuesto a la Salida de Divisas (ISD) para materias primas, insumos y bienes de capital que constan en una Lista del «Comité de Política Tributaria». En materia laboral, anunció nuevos tipos de convenios «que facilite la contratación para aquellas personas que están buscando trabajo». También anunció la eliminación de aranceles para maquinaria, equipos y materias primas agrícolas e industriales, así como a la importación de celulares, computadoras y tabletas.

#### Protestas en respuesta a las medidas
En el marco de éstas medidas económicas, 2 de octubre de 2019 iniciaron una ola de protestas. La situación se fue tornando más crítica con el pasar de los días, por lo que el gobierno decretó el estado de excepción, e incluso llegando a ordenar el 8 de octubre un toque de queda y el traslado de la sede de gobierno a Guayaquil. Los principales enfrentamientos se dieron entre la Confederación de Nacionalidades Indígenas (CONAIE) y la policía, la cual llegó a cometer crímenes de lesa humanidad lo que ocasionó al menos 11 fallecidos, 1340 heridos y 1192 detenidos, ocasionando una grave conmoción social; no obstante, el 13 de octubre se llevó a cabo un foro mediado por el representante de la ONU en Ecuador y la Iglesia Católica, donde los dirigentes de la CONAIE y el partido de gobierno llegaron a un acuerdo que finalizó con el conflicto.

### Acciones realizadas durante la pandemia de COVID-19
Una vez que la Organización Mundial de la Salud (OMS), el 11 de marzo de 2020, declaró pandemia mundial al COVID-19 el Gobierno ecuatoriano declaró la emergencia sanitaria en todo el país para evitar los contagios. De esta manera impuso algunas medidas de prevención, entre ellas, el aislamiento domiciliario para los viajeros que lleguen de los países con mayor cantidad de casos reportados, mayores medidas de control, aplicación de restricciones para eventos masivos, fortalecimiento de las medidas de bioseguridad para personal de salud; el uso de plataformas tecnológicas en telemedicina, educación en línea y teletrabajo, la prohibición de salida del país de mascarillas, jabones y geles desinfectantes. Posteriormente, el 16 de marzo se decreta el estado de excepción con el propósito de contener la transmisión del coronavirus (COVID-19), situación que se mantuvo hasta septiembre. Paralelamente se pusieron en marcha planes, programas y proyectos para la reactivación productiva, así como brindar apoyo a la población más vulnerable, entre estas, el programa "Reactívate Ecuador" y la "Red de Protección Social".

#### Programa Reactívate Ecuador
Es un plan de apoyo crediticio implementado por el Gobierno ecuatoriano que tiene como finalidad "canalizar recursos públicos a través del sector financiero público, del sector financiero privado y del sector financiero popular y solidario para la implementación de líneas de financiamiento preferenciales que permitía solventar de manera temporal el déficit de capital de trabajo que enfrentan las unidades productivas como consecuencia de las medidas adoptadas para la atención de la emergencia sanitaria relacionada con el COVID-19”. Está a cargo de los ministerios de Economía y Finanza, así como el de Producción, Comercio Exterior, Inversiones y Pesca, y se financia del proyecto de inversión Reactivación y Repotenciación Productiva - Fondo Público para la Reactivación Productiva del Ecuador. El manejo de los recursos se lo realiza a través de un fideicomiso que es administrado por la Corporación Financiera Nacional (CFN).
Los fondos que alimentan esta iniciativa provienen, principalmente, de organismos internacionales; USD 500 millones de la comunidad internacional; 260 millones del Banco Mundial (BM); USD 90 millones del Banco Interamericano de Desarrollo (BID) y  USD 300 millones de la Corporación Financiera de Apoyo Internacional (DFC). Estos últimos recursos principalmente, destinado a la banca privada del país.

#### Red de Protección Social
La Red de Protección Social-Ecuador, es un proyecto que busca “fortalecer la protección social, luego de haber enfrentado los momentos más críticos de la pandemia” provocada por el COVID-19.
Según la Comisión Económica Para América Latina (CEPAL) esta pandemia dejará alrededor de 12 millones de desempleados, mientras que, la pobreza crecerá en 4,4% pasando del 30,3% en el año 2019 hasta llegar a un 34,7% en el año 2020 a nivel de América Latina. Mientras que la Universidad Particular de Loja (Ecuador), en un estudio realizado sobre los posibles efectos, que produciría la pandemia en esta nación, estableció que, si los ingresos de los hogares disminuyeran en solo un 5% o 10%, el porcentaje de pobreza pasaría del 25% al 29%.
La Red de Protección Social, que es catalogada por las autoridades como una de las más grandes de la historia de Ecuador, fue anunciada por el presidente Lenin Moreno, mediante cadena nacional de radio y televisión, el 27 de agosto de 2020.
Aquí el Mandatario indicó que “el COVID-19 afectó la salud del mundo entero, puso en riesgo el trabajo, el comercio, las actividades económicas y la vida en comunidad” y que por esta razón su Gobierno realizó todos sus esfuerzos, durante el período de confinamiento, para cuidar de los grupos más vulnerables, entre ellos,  hombre, mujeres y niños, personas de la tercera edad pertenecientes a los estratos económicos más bajos de su país. “Se entregaron 1,6 millones de kits de alimentos, se duplicaron los bonos de protección social de uno a dos millones de personas y, entre abril y julio, más de 1,2 millones de kits de alimentación escolar se entregaron”.
La iniciativa contempla ampliar las ayudas a la población más vulnerable y que fue afectada en mayor medida por la pandemia por medio de nuevos programas u otros ya existentes como: Situación económica de la familia, Bono de Alimentación, Yo Nuevo al Ecuador, Impulso Joven e Inclusión Digital.

### Medidas económicas

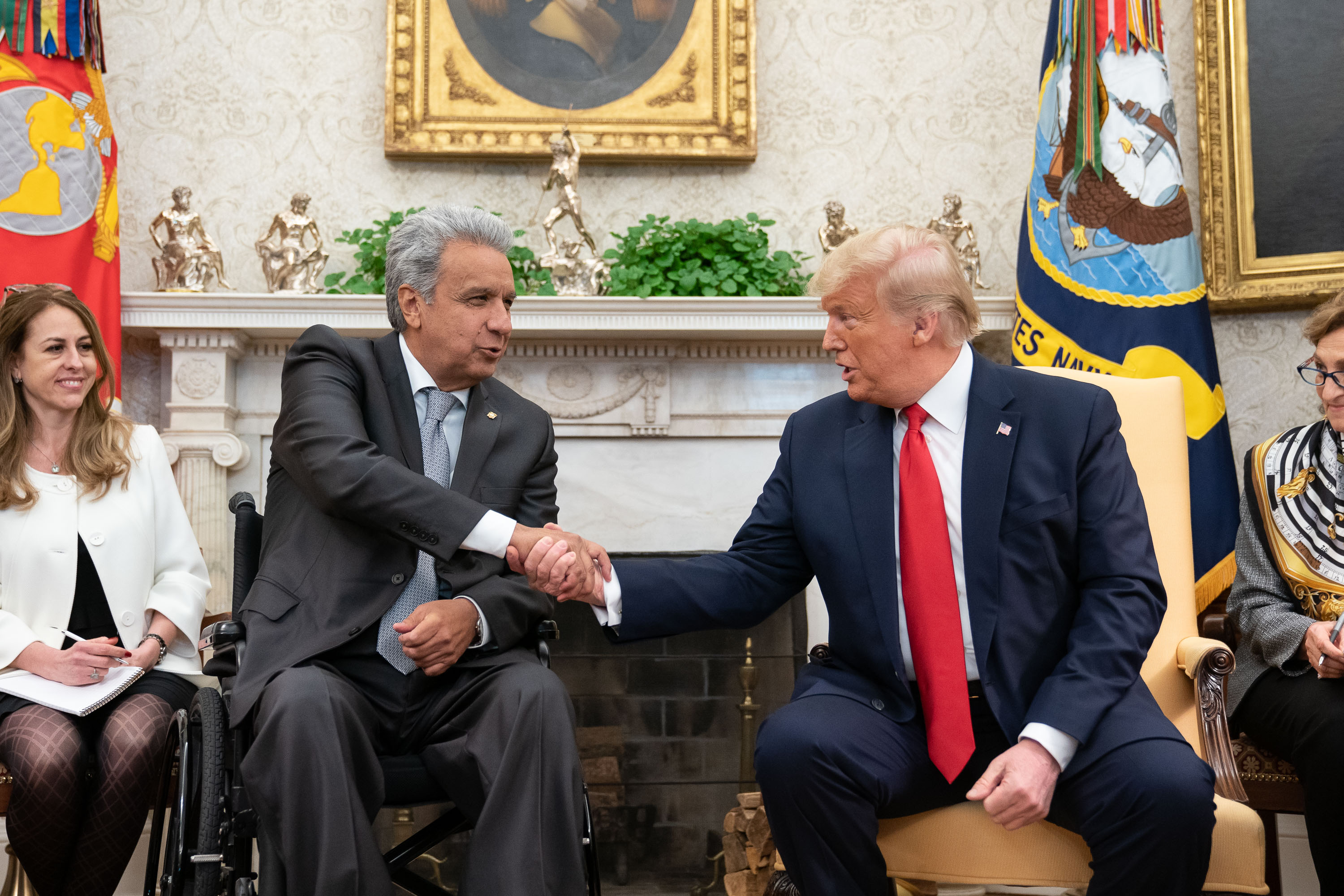
Lenin Moreno y Donald J. Trump reunidos en la Oficina Oval de la Casa Blanca el 12 de febrero de 2020.

Paralelamente a estas acciones emergentes que profundizaron la crisis económica y social, el 19 de mayo de 2020, el Primer Mandatario, en cadena nacional de radio y televisión, anunció nuevas decisiones para enfrentar la emergencia sanitaria producida por la COVID-19. Entre ellas, la reducción del precio de la gasolina Extra, Ecopaís y el diésel; la reducción de dos horas en la jornada laboral de los funcionarios públicos, con el pago respectivo por las 6 horas laboradas; el cierre y la fusión de 10 empresas públicas, entre ellas, Tame, Inmobiliar, Ferrocarriles del Ecuador, Siembra, Medios Públicos, Correos del Ecuador, etc. La creación de un fondo para la entrega de créditos para la reactivación productiva, por medio del programa Reactívate Ecuador; el cierre de cinco embajadas y oficinas diplomáticas en Malasia, Irán, Nicaragua, la representación ante la OASI y la Secretaría del Parlamento Andino, así como el regreso de 10 embajadores, 70 funcionarios del mundo y la terminación de los contratos de 75 empleados en el exterior, la reducción del gasto de entre el 10% y 15% en el Consejo de Seguridad del Estado, donde están todas las funciones del Estado y por último la reestructuración de la deuda pública.

#### Reestructuración de la deuda pública
Dentro de las acciones para reactivar la economía del país se negoció el 30% de las “obligaciones contraídas en bonos soberanos con plazos de vencimiento hasta 2030, lo que representaba USD 17.684 millones, entre capital e intereses". Esto con el objetivo de obtener recursos que le permitan enfrentar la emergencia sanitaria, así como aplicar medidas para la reactivación económica pos-COVID-19.
Entre marzo y julio del 2020, Ecuador, al igual que el resto de los países del mundo, enfrentó serios inconvenientes económicos por causa de la pandemia producida por la COVID-19, lo que agravó la crisis económica que venía enfrentando por el manejo de las finanzas públicas efectuado durante la administración del expresidente Rafael Correa quien habría publicado el endeudamiento de Ecuador (hasta el 45% del PIB), dejó el país en crecimiento económico negativo (–1,2%), con un elevado déficit público (6,7%) y con el mayor paro desde la recesión internacional de 2008 (5,2%).

##### Proceso de negociación
En marzo de 2020, se decidió pagar USD 325 millones que representaban el capital de los bonos 2020 y se acogió al período de gracia para la cancelación de los USD 197 millones de intereses de ese capital. Esto con el ánimo de acceder a USD 2000 millones de organismos internacionales de crédito como el Fondo Monetario Internacional (FMI), Corporación Andina de Fomento (CAF), Banco Mundial, entre otros. Recursos que serían destinados a enfrentar los problemas más apremiantes, entre ellos, los necesarios para atender la emergencia sanitaria.
Esta acción fue criticada, principalmente, por sectores políticos de oposición al gobierno del presidente, Lenín Moreno, quienes, desde el interior de la Asamblea Nacional de Ecuador, plantearon el juicio político contra el ministro de Economía, Richard Martínez. Pese a esto, las acciones gubernamentales en el manejo de la deuda externa continuaron en la misma línea, pretendiendo crear confianza en los tenedores, a fin de plantear la renegociación de la deuda por bonos soberanos con plazos de vencimiento hasta 2030. El reperfilamiento de la deuda con una de las líneas de créditos con el Banco de Desarrollo de China y un nuevo acuerdo con el Fondo Monetario Internacional FMI, para el financiamiento excepcional por USD 6500 millones. Únicamente los fondos de inversión Contrarian Capital Management y GMO, representantes de un mínimo porcentaje de los bonistas, se opusieron a la propuesta ecuatoriana e interpusieron una demanda, en cortes de Estados Unidos, en contra del Ecuador en relación con la Solicitud de Consentimiento, en el marco de la negociación de la deuda. Esto aduciendo que la invitación del Gobierno de Ecuador a sumarse a este proceso de renegociación era «coercitiva». Además, aspiraba mayores ventajas económicas y un trato preferencial.
El 31 de agosto de 2020, el Ecuador dio por terminado el proceso de negociación de su deuda que contempló “el canje de los bonos globales que, en conjunto, representaban un capital de USD 17 375 millones. Bajo la propuesta de reestructura ecuatoriana, aproximadamente el 98,5% del monto vigente fue intercambiado por tres nuevos bonos que en total suman USD 15 563,4 millones. A la fracción restante que no entró en el intercambio, se le aplicarán las condiciones del nuevo bono 2040, por un capital de USD 270,4 millones. Conforme lo indicado, el país alcanzó un recorte de capital definitivo por USD 1 541,2 millones”.

### Aumento de la inseguridad
Desde que Lenín Moreno asumió la presidencia, Ecuador ha experimentado un fuerte aumento de la inseguridad, pues la tasa de homicidios pasó de 5,6 por cada 100.000 habitantes en 2017 a 15 por cada 100.000 en 2021. Para el experto en seguridad Fernando Cerrión, esta situación se deriva de las decisiones tomadas por el gobierno de Moreno: “Se eliminó el ministerio de Justicia que manejaba las cárceles y el ministerio coordinador de la Seguridad, el ministerio del Interior que trabajaba seguridad, el Consejo Nacional de Control de Sustancias Estupefacientes y Psicotrópicas. Todo esto se reunió en un solo ministerio que se llamó Ministerio de Gobernación y se redujeron sustancialmente los recursos presupuestarios”.

### Política Exterior
Luego de una visita en junio de 2018 del vicepresidente de Estados Unidos, Mike Pence, quien acordó con el presidente Moreno mejorar las relaciones entre Estados Unidos y Ecuador que se tensaron bajo la presidencia de Rafael Correa, Ecuador lanzó un esfuerzo de seguridad con Estados Unidos, incluida la compra de armas y equipos de radar, seis helicópteros y otros equipos, así como cooperación con los Estados Unidos que incluiría entrenamiento e intercambio de inteligencia. Pence y Moreno también hablaron sobre Julian Assange.
Lenín Moreno indicó en 2018 que nunca estuvo a favor de las actividades de WikiLeaks y se comprometió a llegar a un acuerdo con las autoridades británicas sobre el caso de Julian Assange. En marzo hizo cortar los sistemas de comunicación externa de Assange y en mayo anunció la supresión de medidas de seguridad adicionales en su embajada de Londres. El 11 de abril de 2019, la embajada ecuatoriana permitió a la policía británica detener a Julian Assange en sus instalaciones.
En agosto de 2018, Ecuador se retiró del ALBA, un bloque regional liderado por Venezuela y Cuba, como parte de los esfuerzos de algunos Gobiernos de la región por “buscar la salida de Nicolás Maduro” de la Presidencia de Venezuela. También se retiró de la Unión de Naciones Suramericanas (Unasur). En cambio, propuso la entrada de Ecuador en la Alianza del Pacífico, una organización librecambista que reúne a los estados latinoamericanos liderados por conservadores.
En 2019, el Gobierno permitió a aviones militares estadounidenses a usar un aeropuerto del archipiélago de Galápagos. Organizaciones ecologistas denuncian el impacto negativo que esta decisión tendría sobre la biodiversidad, a pesar de que la Constitución prohíbe desde 2008 la instalación de bases militares extranjeras en suelo ecuatoriano.
En mayo de 2021, y a causa de unas protestas que se tornaron violentas en Colombia tras la presentación por parte del Gobierno de ese país de una reforma tributaria - como resultado del déficit fiscal resultado de la crisis del COVID-, Moreno señaló que Venezuela está interviniendo en Colombia para desestabilizar al Gobierno e implementar un sistema como el que ellos tienen.

## Acusaciones de corrupción
En febrero de 2023, la Fiscalía General del Estado acusó formalmente a Lenín Moreno de corrupción. El expresidente, miembros de su familia y funcionarios son acusados de haber recibido 76 millones de dólares en sobornos de la empresa Sinohydro para la construcción de la mayor central hidroeléctrica del país. El caso Sinohydro fue revelado en 2019 por el medio La Fuente, que publicó una investigación que implicaba a uno de los hermanos de Moreno por supuestas cuentas bancarias en paraísos fiscales y la compra de una lujosa propiedad en Alicante (España). El diario también reveló una serie de vínculos y presuntas irregularidades que vinculan al mandatario con la empresa offshore INA Investment, lo que derivó en la apertura de una investigación.

## Reconocimientos
- Doctorado honoris causa de la Universidad de las Américas por su liderazgo en la promoción del Turismo en Ecuador.[102][103]
- Honoris causa de la Universidad Técnica del Norte del Ecuador «por haber contribuido con su labor extraordinaria al mejoramiento del bienestar de la humanidad».[104][103]
- Honoris causa de la Universidad San Martín de Porres de Colombia en Derecho y Ciencias Políticas por los logros alcanzados en su gestión en materia de derechos humanos de las personas con discapacidad.[103]
- Maestría honoris causa, por parte de la ESAE Business School de España en Manejo y Resolución de Conflictos.[105]
- Condecoraciones Fray Jodoco Ricke por parte de la iglesia ecuatoriana.[106]
- Orden del Sol en el grado de Gran Cruz otorgado por parte del Gobierno de Perú.[107]
- Orden Antonio José Irisarri otorgado por el Gobierno de Guatemala.[108]
- Orden Mérito a la Democracia entregado por el Gobierno de Colombia.[109]
- Orden de Gran Collar de Sebastián de Benalcázar por parte del Municipio del Distrito Metropolitano de Quito.[110]
- Condecoración General Eloy Alfaro Delgado máxima distinción de la Asamblea Nacional de Ecuador.[111]
- Medalla al Mérito del Senado Chileno.[112]
- Condecoración en el Grado de Gran Cruz por parte del Parlamento Andino, como reconocimiento al impulso dado a las políticas públicas en beneficio de los grupos de atención prioritaria a través de la Misión Manuela Espejo en Ecuador.[113]
- Premio Anual al Humor de Resistencia de la Casa de la Risa y el Humor de Francia.[114]
- Condecoración N.A. Ostrovski de Rusia, en la nominación “Coraje y fuerza de espíritu. Logros profesionales y creativos en diversos aspectos”.[107]
- Gold Insigne Award, otorgado en 2019 por Americas Society/Council of the Americas.[115]

| Predecesor: Cargo Creado              | Primer Vicepresidente de Alianza País 14 de noviembre de 2010 - 1 de mayo de 2017                                                                     | Sucesor: Jorge Glas              |
| Predecesor: Alejandro Serrano Aguilar | Vicepresidente de la República del Ecuador 15 de enero de 2007 - 24 de mayo de 2013                                                                   | Sucesor: Jorge Glas              |
| Predecesor: Cargo Creado              | Enviado Especial del Secretario General de la Naciones Unidas para la Discapacidad y Accesibilidad 19 de diciembre de 2013 - 30 de septiembre de 2016 | Sucesor: María Soledad Cisternas |
| Predecesor: Rafael Correa Delgado     | Presidente de Alianza PAÍS 1 de mayo de 2017 - 3 de marzo de 2021                                                                                     | Sucesor: Patricio Barriga        |
| Predecesor: Rafael Correa Delgado     | Presidente de la República del Ecuador 24 de mayo de 2017 - 24 de mayo de 2021                                                                        | Sucesor: Guillermo Lasso         |